# Kukačka dlouhoocasá
Kukačka dlouhoocasá (Urodynamis taitensis) je druh tažné kukačky, která hnízdí pouze na Novém Zélandu. Zimuje na pacifických ostrovech od Mikronésie po Francouzskou Polynésii. Jedná se o obligátního hnízdního parazita, který svá vejce klade takřka výhradně do hnízd novozélandských endemických pištců z rodu Mohoua.

## Systematika
První exemplář druhu pro vědecké účely byl odchycen již během druhé plavby Jamese Cooka, kdy švédský přírodovědec Anders Sparrman ulovil exemplář kukačky dlouhoocasé na Společenských ostrovech. Druhové jméno taitensis odkazuje k Tahiti.
Kukačka dlouhoocasá se v minulost řadila do rodu Eudynamys, avšak moderní taxonomie druh řadí do monotypického rodu Urodynamis. Maorské jméno druhu zní koekoea či kohoperoa.

## Výskyt
Kukačka dlouhoocasá hnízdní pouze na Novém Zélandu, kde se vyskytuje na všech třech hlavních ostrovech (Severní, Jižní, Stewartův) i na přilehlých menších ostrůvcích jako je Whenua Hou, Malý bariérový ostrov nebo Kapiti. Zatoulaní jedinci byli pozorováni na Chathamských, Snárských a Aucklandových ostrovech. Po skončení doby hnízdění, tedy mezi prosincem a dubnem, táhnou do svých zimovišť v tropické části jihozápadního Pacifiku. K zimovištím patří Mikronésie, Bismarckovo souostroví, Cookovy ostrovy a východní okraj zimního areálu tvoří Francouzská Polynésie. Protahuje přes Kermadekovy ostrovy a ostrov Lorda Howa.

## Popis

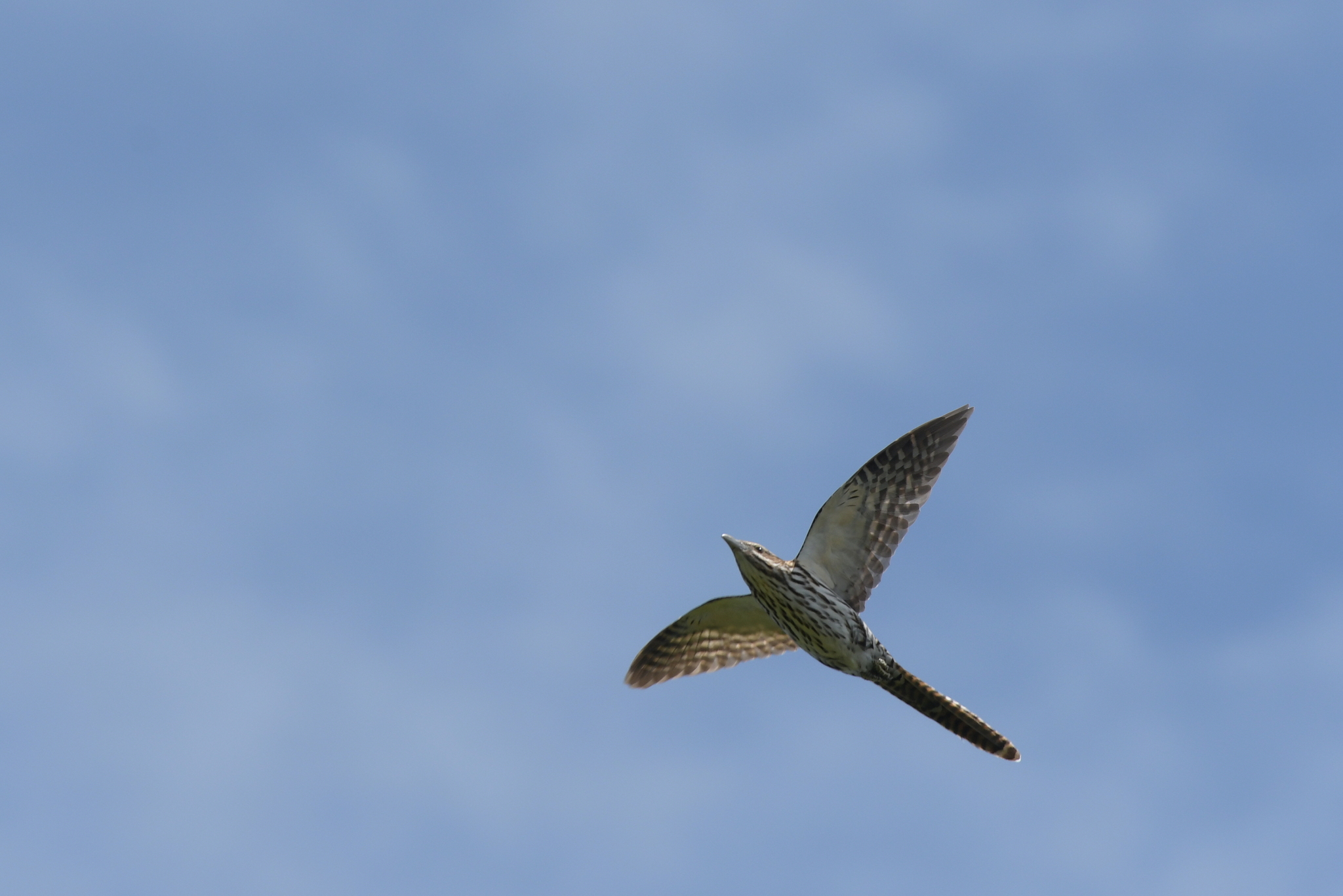
Kukačka dluhoocasá; za povšimnutí stojí ocas, který dosahuje délky těla

Tato velká kukačka dosahuje délky (včetně ocasu) kolem 40 cm a váhy 125 g. Výrazný je hlavně dlouhý ocas, který měří 183–227 mm. Šat dospělců je na horní straně sytě hnědý s příčným černým pruhováním. Tváře a spodina jsou žlutohnědé s výraznými hnědými a černými podélnými proužky. Nedospělí jedinci mají svrchní stranu těla bledě hnědou s bílými skvrnkami, tváře a spodina jsou žlutohnědé s jemnými tmavšími proužky. Zobák je mírně zahnutý dolů, horní zobák je o maličko delší než spodní a je přes něj mělce zaháknut. Horní čelist je hnědá, ta spodní světlejší. Duhovka je světle žlutá. Nohy jsou zelenožluté.

## Biologie
Hlavní hlasový projev kukačky představuje zvučné, hlasité, stoupající zzuííííp, po kterém často následuje pi-pi-pi-pi-pi-pi-pi. Ozývá se jak ve dne, tak v noci. Vokalizují i táhnoucí ptáci v letu. Živí se převážně bezobratlými živočichy jako jsou wety, strašilky, kněžice, pavouci, kobylky, brouci a další. Může se vrhnout i na menší obratlovce jako jsou ještěrky, gekoni nebo dokonce ostatní ptáci velikosti vrabců. Požírá i vejce, ovoce a bobule. Vzhledem ke svým parazitickým a predátorským vlastnostem je kukačka dlouhoocasá často mobbováni ostatními ptáky. Stanoviště druhu tvoří zalesněná krajina, ve které se vyskytuje hlavně ve vyšších patrech stromového baldachýnu, pročež je častěji slyšena než viděna. Může se vyskytovat i v sekundárním lese. Většinou se vyskytuje samostatně.
Jedná se o tažný druh. Kukačky táhnout do svých zimovišť po skončení doby hnízdění. Prvně se na tah vydávají dospělci, několik měsíců po nich nedospělí jedinci, což bývá dáváno do souvislosti s využíváním potravních zdrojů v podobě velkých bezobratlých na Novém Zélandu. Mladí jedinci se patrně vrací zpět na Nový Zéland až ve věku 2 či více let.

### Hnízdění

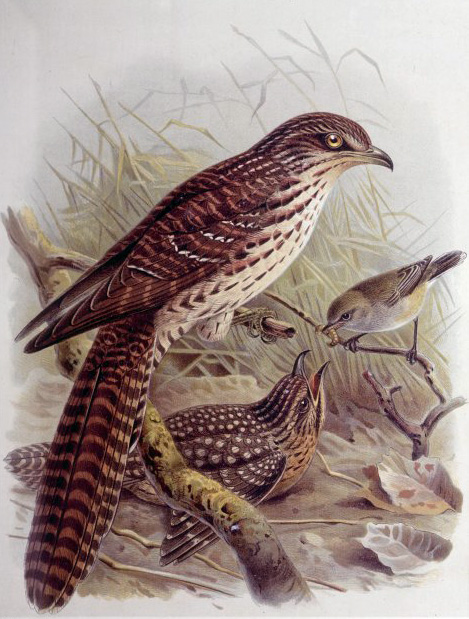
Až do počátku 20. století se někteří ornitologové jako Walter Buller mylně domnívali, že k hostitelům kukaček dlouhoocasých patří i střízlíkovec novozélandský (zde vyobrazení střízlíkovce, jak krmí mnohonásobně větší kukačky, malba J. G. Keulemanse z roku 1873)

Na Nový Zéland kukačka dlouhoocasá dolétává kolem října. Jedná se o obligátního hnízdního parazita. Kukačka klade svá vejce do hnízd jiných ptáků, aniž by se pak starala o inkubaci, krmení nebo výchovu mláďat. Svá vejce klade takřka výhradně do hnízd pištců z rodu Mohoua. Na Severním ostrově se jedná o pištce bělohlavého, na Jižním ostrově o pištce žlutého a pištce šedokrkého. Na Stewartově ostrově a ostrově Whenua Hou je hostem taktéž pištec šedokrký. Existují pouze zcela výjimečné jednotky věrohodných záznamů parazitismu i v hnízdech jiných hostů, mezi něž patří lejsčík dlouhonohý (Petroica australis), kruhoočko australopacifické (Zosterops lateralis) a pávík popelavý (Rhipidura fuliginosa).
Kukačka dlouhoocasá se každoročně navrací do stejné hnízdní oblasti. Ke kladení vajec dochází převážně od poloviny listopadu do poloviny prosince. Klade vždy jedno vejce o rozměrech 23×17 mm. Vejce má krémové zbarvení s hnědými skvrnkami. Inkubační doba je kolem 16 dní. Jak vejce, tak čerstvě vyklubané ptáče je výrazně větší než vejce a ptáčata hostitelského druhu, avšak většinou i tak bývají hostem přijata. Inkubační doba kukaččího mláděte je kratší než u hostitelského druhu, což umožňuje rychlejší vyklubání kukačky, která po vyklubání vzhledem ke své velikosti snadno vytlačí z hnízda ptáčata hostitele. K prvnímu letu dochází ve stáří kolem 3 týdnů, avšak kukaččí ptáče po další 4 týdny intenzivně žebrá o jídlo, které ji donáší oba rodiče i jejich pomocníci (tzv. helpers).

## Ohrožení
Mezinárodní svaz ochrany přírody druh hodnotí jako málo dotčený i přes to, že jeho populace klesá. Důvodem populačního poklesu je především pokračující destrukce přirozených biotopů druhu v místech zimovišť. Problém představuje také úbytek hostitelů. Takový pištec žlutý, jehož populaci z převážné většiny Jižního ostrova vyhladili invazivní savčí predátoři, se v moderních dobách vyskytuje jen ve Fiordlandu a několika málo kapsovitých populacích po Jižním ostrově. U pištce bělohlavého bylo navíc vypozorováno, že v případě jeho reintrodukce do míst původního výskytu (např. na ostrov Tiritiri Matangi) tyto oblasti nejsou znovu kolonizovány kukačkami dlouhoocasými. Důvodem je patrně to, že nedospělé kukačky se navrací do blízkého okolí svých rodišť a vzdálenější oblasti běžně samovolně nekolonizují.

## Vztah k lidem
Pro domorodé Maory přílet kukaček dlouhoocasých na Nový Zéland symbolizoval čas sázení kumary (batáty či sladké brambory), a odlet kukaček značil, že je čas kumaru sklízet.